# Ричард Хил
Ричард Хил (енгл. Richard Hill; 23. мај 1973) бивши је рагбиста, који је са репрезентацијом Енглеске освојио титулу шампиона света 2003.

## Биографија
Висок 188 цм, тежак 108 кг, Хил је био неубичајно агилан и експлозиван играч с обзиром да је био мелејац (енгл. Forwards), а не играч линије (енгл. Backs), играо је на позицији крилног у трећој линији мелеа (енгл. Flanker). Целу каријеру је провео у екипи Сараценс. За "црвене руже" је одиграо 71 тест меч и постигао 12 есеја, а био је и део екипе британских и ирских лавова.